# Calvari de la Salzadella
El Calvari de la Salzadella és un conjunt arquitectònic (ubicat al carrer Santa Bàrbara, al sud del nucli urbà, malgrat que en el seu origen estava als afores) format per l'ermita o capella, el calvari o via Crucis amb les estacions que representen la Passió de Jesús envoltades per arbres i plantes ornamentals, i aprofitat actualment també com a jardí infantil i, la portada d'accés, tot delimitat per una tanca.
Està catalogat com a Monument d'interès local, de manera genérica, segons la Disposició Addicional Cinquena de la Llei 5/2007, de 9 de febrer, de la Generalitat, de modificació de la Llei 4/1998, d'11 de juny, del Patrimoni Cultural Valencià (DOCV Núm. 5.449 / 13 / 02/2007).

## Història
El Calvari ja existia inicialmente, però es construí entre els anys 1797 i 1801 la capella i es dugué a terme una renovació del calvari de fusta anterior, possiblement del segle xvii. En 1892 el conjunt estava enderrocat a causa de la tercera guerra carlina, però es va restaurar la tanca, la teulada i es van a tornar a col·locar els retaules ceràmics de les estacions. En 1907 es torna a restaurar el conjunt, arreglant la teulada de l'ermita i canviant els retaules ceràmics de les estacions per plaques amb relleu. En 1936 es torna a destruir, i no és fins a l'any 1984 quan és reconstruït i condicionat novament.

## Arquitectura
L'ermita és de planta rectangular amb una sola nau de tres trams i capelles laterals entre els contraforts. La fàbrica és de maçoneria excepte la portada que és de carreus. El frontis està reforçat per pilastres i té una porta amb llinda, emmarcada per columnes i, per dalt, un òcul, i en el centre de la cornisa superior, una espadanya sense campana.
Les capelletes o estacions del via Crucis, de pedra, tenen planta quadrada i una obertura de mig punt en la part superior on està el retaule ceràmic amb cada estació, obra dels tallers de V. Gallén, de Castelló.
La portada d'ingrés al recinte té una obertura amb llinda emmarcada per pilastres, i per damunt de l'entaulament, una placa amb la creu i l'any de construcció coronada amb un frontó circular.